# 保罗·德鲁德
保罗·卡尔·路德维希·德鲁德（德語：Paul Karl Ludwig Drude，1863年7月12日—1906年7月5日），德国物理学家，專攻光學。他寫了光學與馬克士威的電磁理論基本教材。

## 生平
保罗·德鲁德出生於布倫瑞克，父親是一位醫生，德魯德一開始在哥廷根大學主修數學，但後來卻主修物理。他的論文涵蓋了光的反射和衍射晶體中完成於1887年，根據福格特。
1894年，德魯德在萊比錫大學成為extraordinarius教授，在同一年，他和Emilie Regelsberger在哥廷根當律師的女兒結婚。他們生了四個孩子。 1900年，他成為在那個時候科學期刊《物理學年鑑》的編輯，那是在當時風靡的物理雜誌。1901-1905，他是吉森大學物理學的講座教授。 1905年他成為德國柏林大學物理研究所主任。 1906年，在他的職業生涯的高峰，他成為普魯士科學院院士的成員。在他就職典禮演講後的幾天，不明的原因，他自殺了。德魯德留下他的妻子和四個孩子。
德魯德畢業時，海因里希·赫茲開始出版在他實驗室研究的詹姆斯·克拉克·馬克士威的電磁理論。因此德魯德開始他的職業生涯，當時馬克士威的理論被引入到德國。
他的第一個實驗是測定各種固體的光學常數，測量精度達到空前的水平。然後，他推導出光學和電學常數和物質之間物理結構的關係。 1894年他引出 “C”為光速在一個完好真空中的符號。
此後他皆在萊比錫任職，德魯德接受應邀寫了一本光學的教科書。該書名为《光学教程》("Lehrbuch der Optik")，發表於1900年，匯集了以前不同的科目，電力和光學，這是引用德魯德為“劃時代進展的自然科學”。
1900年，他開發了一個強大的模型來解釋熱學，電學，光學性質的問題。德魯德模型將進一步在1933年由阿諾德·索末菲和漢斯·貝特改進。

## 脚注
1. ↑  Jungnickel, 1990b, p. 167.
2. ↑  该书曾由C. R. Mann和罗伯特·密立根于1902年译为英文并出版，标题为《光学理论》("The Theory of Optics")。(参见Jungnickel, 1990b, p. 171.)直到2006年，Dover Publishing公司仍在出售该书的1902年翻译版。
3. ↑  Jungnickel, 1990b, p. 171.

## 延伸阅读
- Lehrbuch der Optik(《光学教程》), Leipzig, 1906.
- Jungnickel, Christa and Russell McCormmach. Intellectual Mastery of Nature.  Theoretical Physics from Ohm to Einstein, Volume 1: The Torch of Mathematics, 1800 to 1870. University of Chicago Press, paper cover, 1990a.  ISBN 0-226-41582-1.
- Jungnickel, Christa and Russell McCormmach. Intellectual Mastery of Nature.  Theoretical Physics from Ohm to Einstein, Volume 2: The Now Mighty Theoretical Physics, 1870 to 1925. University of Chicago Press, Paper cover, 1990b.  ISBN 0-226-41585-6.

## 連結
- Brief biography